# Иоанн (Калинин)
Иоа́нн (в миру Спиридо́н Киприа́нович Кали́нин, некоторое время жил под именем Иван Семёнович Ермилов; 1868, деревня Сергеевка, Саратовская губерния — 27 августа 1956) — епископ Русской древлеправославной церкви, архиепископ Московский и всея Руси. Основатель «династии» первоиерархов Калининых, правящей до сих пор.

## Биография
Родился в 1868 году в деревне Сергеевка (ныне — в Аркадакском районе Саратовской области) в старообрядческой семье. Мать Спиридона Марфа умерла, когда тому было два года.
До коллективизации он жил в Сергеевке, занимался земледелием, что было главным источником существования семьи из одиннадцати человек, включая супругу Екатерину Алексеевну, восьмерых сыновей и одну дочь. С ними также проживали отец Киприан Семёнович и мачеха Софья.
В их деревне имелась церковь в честь архангела Михаила, но не было священника, и сюда время от времени приезжал священник из Саратова. Постоянно же проводил богослужение в храме уставщик из мирян, избираемый прихожанами. В 1910 году на эту должность избрали Спиридона Калинина.
В свободное время любимым его занятием было переписывание гусиным пером богослужебных книг. Односельчане относились к нему с почтением.
После закрытия в начале 30-х годов церкви в Сергеевке организовал моления местных старообрядцев на дому. Служил всенощные, молебны в домах односельчан, у которых случался или день ангела, или день памяти умерших родственников. Благодаря его стараниям покойников по-прежнему провожали на кладбище с церковным пением. На Рождество он обходил дома односельчан, на Крещение в домашних условиях для селян святил воду, как это дозволяется мирянину в отсутствие священника.
Опасаясь репрессий, уехал в Сталинград. Там он поступил на работу в качестве сторожа и с тех пор по документам он стал Иваном Семёновичем Ермиловым.
В Сталинграде на тот момент действовала Успенская церковь, принадлежащая РДЦ, где настоятелем служил священник Авдей Артемьевич Шиклов. Спиридон помогал ему в церковных делах, а после смерти священника получил от Архиепископа Михаила (Кочетова) благословение на исполнение в этом храме дел церковных, насколько это дозволяется мирянину. После закрытия в 1938 году Успенской церкви он организовал верующих тайно собираться для молитвы на дому.
Летом 1939 года архиепископ Московский и всея Руси Михаил (Кочетов) и епископ Азово-Черноморский Трифон (Епишев) уговорили Спиридона принять архиерейский сан.
В конце лета он выехал в Дагестан к архиепископу Михаилу и вместе с ним они поехали к епископу Трифону в посёлок Уреки на берегу Чёрного моря в Грузии, где действовал древлеправославный храм в честь Успения Пресвятой Богородицы. Там Спиридон принял иночество с именем Иоанн в честь святителя Иоанна, Новгородского чудотворца, а также рукоположение в сан диакона и священника.
21 сентября 1939 года архиепископ Михаил и епископ Трифон (Епишев) хиротонисали священноинока Иоанна в сан епископа Царицынского (Сталинградского).
Через месяц епископ Иоанн возвратился из Грузии и тайно выполнял духовные требы, даже обвенчал три пары в общежитии, в те часы, когда другие жильцы были на работе. В своём доме он отгородил небольшой алтарь и в нём совершал праздничные и воскресные службы.
Во второй половине августа 1942 года немецкая авиация стала подвергать город непрерывным бомбардировкам. В сентябре Дар-Гора — часть города, где проживал епископ Иоанн, — оказалась оккупированной немцами. От фугасной бомбы сгорел его деревянный дом, и он был вынужден жить в подвале.
В один из дней во время бомбёжки в подвал ввалились немецкие солдаты и выгнали его на улицу, так как им негде было спать. Оставшись без жилья, епископ Иоанн и жившие с ним тогда его сын Афанасий Калинин с супругой Екатериной Ивановной решили уходить из Сталинграда.
Бежав от немцев, епископ Иоанн с семьёй обосновался на хуторе Верхние Сады, где их приютила бывшая прихожанка Успенской церкви в Сталинграде. Иоанн сразу же организовал моления среди хуторян.
С сентября 1943 года в результате изменения религиозной политики властей получил возможность служить легально. Стали открываться храмы, возвращались из лагерей священнослужители.
В октябре 1944 года в городе Вольске состоялся Собор епископов Русской Древлеправославной Церкви, которых в то время было всего трое: епископ Сталинградский Иоанн (Калинин), епископ Куйбышевский Павел (Тимонин) и епископ Вольский Паисий (Феоктистов). На этом Соборе епископ Иоанн был избран Архиепископом Московским и всея Руси.
14 октября 1944 года в Вольске состоялась интронизация Архиепископа Иоанна. После этого Архиепископ Иоанн возвратился в Верхние Сады, где встретил известие о победе.
После войны переехал в Москву, где был официально зарегистрирован как Древлеправославный Архиепископ Московский и всея Руси. Его кафедра располагалась в Николо-Рогожском храме Москвы.
В последний год жизни серьёзно болел, в связи с чем в 1955 году ушёл на покой. Больше месяца он совсем не поднимался с постели. Затем наступило некоторое облегчение, но ненадолго. 31 день до своей смерти ничего не ел, последнюю неделю даже воды не мог пить. Скончался вечером 27 августа 1956 года. Похоронен на Рогожском кладбище в Москве в одной ограде с Архиепископом Николой (Поздневым).